# USS Enterprise (NCC-1701-C)
A USS Enterprise (NCC-1701-C), vagy Enterprise-C egy föderációs űrhajó a Star Trek történetében. Az Ambassador osztályba tartozó negyedik Enterprise a Star Trek: Az új nemzedék sorozat Yesterday's Enterprise című epizódjában bukkan fel, szó szerint egy időhasadékból, így ez az egyetlen alkalom, amikor két különböző korú Enterprise csillaghajó egyszerre van egy helyen. Az Enterprise-C-ről lehet talán a legkevesebbet tudni az Enterprise csillaghajók közül, és az a kevés is meglehetősen drámai információ.

## Története
Az Enterprise-C 2332-ben állt szolgálatba. 2344-ben segélyhívásra a Narendra III bolygó védelmére kelt, hogy az ott tartózkodó klingonokat megvédje a bolygót megtámadó romulánoktól. A csatában azonban megsemmisült a legénységével együtt, legalábbis ennyit lehetett tudni. Mindenesetre a Föderáció eme akciója és segítsége tovább erősítette a jó kapcsolatot a Föderáció és a Klingon Birodalom között.
 Később, 2366-ban az Enterprise-D találkozott az egy időhasadékon keresztül átcsúszó Enterprise-C-vel, amely esemény azonban így rögvest egy alternatív 2366-ot hozott létre, amiben a klingonok a Föderáció ellenségei voltak, és a két fél közötti hosszú háborúskodás alatt a Föderáció kezdett vesztésre állni. Az Enterprise-D a sérült Enterprise-C segítségére sietett, és ellátták a sebesülteket, köztük a parancsnokot, Rachel Garrett kapitányt is. Az ebben az időben is az Enterprise-D-n lévő, téren és időn keresztül is érzékelni képes Guinan azonban szólt az itt is kapitány Jean-Luc Picardnak, hogy "ez nem jó", mivel ő érzékelte, hogy ez nem a jó idővonal. Picard megértette, hogy az Enterprise-C-t vissza kell juttatni a saját idejébe. Közben az itt még élő Natasha Yar hadnagy, és az Enterprise-C első tisztje, Richard Castillo hadnagy, majd kapitány egymásba szerettek, és ezért mikor egyértelművé vált, hogy az Enterprise-C nem maradhat, ő is Castillo kapitánnyal tartott az Enterprise-C-re, mivel Garrett kapitány időközben életét vesztette. Az Enterprise-D segítségével elindultak az időhasadék felé, de ekkor három klingon harci madár támadt rájuk, és az Enterprise-C-t védelmező Enterprise-D-t kezdték támadni, ami sérüléseket szenvedett és többen meghaltak, köztük William T. Riker első tiszt is. Az Enterprise-C végül sikeresen visszatért a saját idejébe, és ezután azonnal visszaállt a normál idővonal a normál, ép szereplőkkel.

### Utóhatás
Két évvel később, 2368-ban Picard találkozott egy Sela nevű ember-romulán nővel, aki kiköpött hasonmása volt a néhai Yar hadnagynak. Sela anyja ugyanis nem volt más, mint az alternatív jelenből az Enterprise-C-vel a "normál" múltba térő Yar hadnagy, aki a csatát követően fogságba esett, majd később egy romulánnal élt együtt, ebből a kapcsolatból származott Sela. Sela azonban ugyanolyan rideg személyiség volt, mint a romulánok legtöbbje. (TNG: Redemption, Part II) 

### Más
Az Enterprise-C néhány Star Trek-regénynek is szereplője.

## Forma
Az Enterprise-C-t – és így tulajdonképpen az Ambassador osztályt is – olyannak tervezték, mint egy átmeneti hajótípust a korábbi Excelsior és az utánajövő Galaxy osztályú Enterprise között, bár a dominánsan Galaxy stílusjegyek mellett talán a Constitution osztály formája köszön vissza jobban a hajón. Mindenesetre ez volt az utolsó hajótípus, amit még kör alakú parancsnoki-szekcióval készítettek (később az ezredforduló utáni produkciókban bukkantak fel ismét körszekciós hajók). Az Enterprise-C elsőként domborműként volt látható az Enterprise-D tárgyalójában lévő díszfalon, ahol az összes korábbi Enterprise nevű hajó szerepelt, de ott még kicsit másmilyen volt, mint végül a tévéepizódban. Ennek oka, hogy az epizód leforgatásának ideje sürgetett, és ezt a hajótervet valamivel egyszerűbb és olcsóbb volt elkészíteni, mint az eredeti koncepciót. Az első hajót Rick Sternbach tervezte, az újabbat már Andrew Probert.